# Székely Alkalmazottak Lapja
Székely Alkalmazottak Lapja – Kolozsváron 1934–1936 között (előbb havonta kétszer, majd egyszer) megjelent lap (1935-től Székely Alkalmazottak Újságja), a fejlécben: „Romániai székely alkalmazottak érdekeiért küzdő független politikai magyar újság”. 

## A lap szerkesztői, munkatársai, témái
Felelős szerkesztője (később főszerkesztő és kiadó) Ladó Lajos. Az impresszumban a lap munkatársaként szerepel Farkas Sándor, Fekete Domokos, Győrfi Áron, Katona Boldizsár, Kibédi Albert, Lakatos Péter, Lokodi Endre, Orbán Ödön, Sikó János és Szász Márton. De találkozhatunk benne Kováts József-novellával, Ladó Lajos-verssel, s az 1935-ös húsvéti számban Boga Alajos pápai prelátus, Makkai Sándor református és Boros György unitárius püspök húsvéti üdvözletével.
Ladó Lajos, akinek az irodalomban is neve volt, hiszen feljegyzéseit Tamási Áron jelentette meg az Erdélyi Helikonban, s annak nyomán írta meg az Ábel a rengetegben történetét, így indokolja a lap megindítását: „Az idegen világban, idegen kenyéren tengődő székelység szenvedésteljes sorsa ösztönzött arra, hogy lapunkat megindítsuk” (Megindulásul. 1934. május 15.). Később a városba szakadt székelyek nevelését is célkitűzései között említi: „Kicsavartuk a bicskát a virtuskodó legény kezéből – írja –, s újságot nyomtunk a markába bicska helyett…” Az egyik utolsó számában (1936. janoár) a városba szolgálni kényszerült székely leányok és legények helyzetéről közölt megdöbbentő adatokat: ezek szerint 1935-ben 93 székely szolgálóleány és 10 legény kísérelt meg öngyilkosságot, ebből 67 (illetve 6) volt halálos kimenetelű. A legények közül 12-en lettek erőszakos halál áldozataivá, ebből 9 bicskázás miatt. A lapszerkesztő szóvá teszi a vegyes házasság jelenségét is: ismeretei szerint csak az azt megelőző évben 12 lány ment férjhez idegenhez, s 14 legény választott idegen feleséget.
A Székely Alkalmazottak Lapja megszűnése után is hallatott magáról: kiadásában és Ladó Lajos szerkesztésében jelent meg a Székely nagyjaink című kötet (Kolozsvár, 1938), amelyben Dózsa Györgytől Paál Árpádig 23 erdélyi író, tudós, közéleti és történelmi személyiség kerül bemutatásra; a szerzők között Bíró Lajos, Gyallay Pap Domokos, György Lajos, Jancsó Béla, László Dezső, S. Nagy László, Szentimrei Jenő és Zágoni István szerepelnek.